# José Carlos Chacorowski

Wappen von José Carlos Chacorowski

José Carlos Chacorowski CM (* 26. Dezember 1956 in Curitiba) ist ein brasilianischer Ordensgeistlicher und römisch-katholischer Bischof von Caraguatatuba.

## Leben
José Carlos Chacorowski trat der Ordensgemeinschaft der Lazaristen bei und legte am 16. April 1980 die Profess ab. Der Weihbischof in Curitiba, Ladislau Biernaski CM, weihte ihn am 20. April 1980 zum Diakon. Papst Johannes Paul II. spendete ihm am 2. Juli 1980 die Priesterweihe.
Papst Benedikt XVI. ernannte ihn am 22. Dezember 2010 zum Weihbischof in São Luís do Maranhão und Titularbischof von Casae Nigrae. Die Bischofsweihe spendete ihm der Erzbischof von São Luís do Maranhão, José Belisário da Silva OFM, am 19. Februar des nächsten Jahres; Mitkonsekratoren waren Ladislau Biernaski CM, Bischof von São José dos Pinhais, und Vicente Joaquim Zico CM, Alterzbischof von Belém do Pará. Als Wahlspruch wählte er EVANGELIZARE PAUPERIBUS MISIT.
Am 19. Juni 2013 ernannte ihn Papst Franziskus zum Bischof von Caraguatatuba.